# Bądków-Kolonia
Bądków-Kolonia (prononciation : [ˈbɔntkuf kɔˈlɔɲa]) est un village polonais de la gmina de Goszczyn dans le powiat de Grójec de la voïvodie de Mazovie dans le centre-est de la Pologne.
Il se situe à environ 4 kilomètres au nord-ouest de Goszczyn (siège de la gmina), 13 kilomètres au sud de Grójec (siège du powiat) et à 53 kilomètres au sud de Varsovie (capitale de la Pologne).

## Histoire
De 1975 à 1998, le village appartenait administrativement à la voïvodie de Radom.